# Dick LeBeau
Charles Richard LeBeau, conosciuto come Dick LeBeau (London, 9 settembre 1937) è un ex giocatore di football americano e allenatore di football americano statunitense.
È stato il coordinatore difensivo dei Pittsburgh Steelers della National Football League (NFL) per undici stagioni. Da giocatore ha passato tutti i suoi 14 anni di carriera con i Detroit Lions venendo introdotto nella Pro Football Hall of Fame nel 2010.

## Carriera da giocatore
LeBeau fu scelto nel corso del quinto giro del Draft NFL 1959 dai Cleveland Browns ma fu tagliato dalla squadra e firmò come free agent dai Detroit Lions. Trascorse a Detroit tutta la carriera avendo come compagni altri futuri membri della Hall of Fame come Dick "Night Train" Lane, Yale Lary e Lem Barney formando una delle linee secondarie più temute dell'intera NFL. Johnny Unitas ebbe sempre molto rispetto per lui affermando: "Dick è un ottimo cornerback. Sono solo felice che Night Train Lane se ne sia andato."
Lebeau è largamente considerato uno dei migliori defensive back nella storia di Detroit. Nel periodo 1959–72 egli fece registrare 62 intercetti per 762 yard e 3 touchdown. Quei 62 intercetti sono il massimo per un giocatore nella storia dei Lions e sono alla pari il settimo risultato nella storia della NFL. Le sue 762 yard su ritorno sono al terzo posto nella storia della squadra.
LeBeau fu anche uno dei giocatori più longevi della lega. Nel periodo 1959–72 disputò 185 gare, che lo pongono al quarto posto nella storia della franchigia. È il terzo di tutti i tempi per il maggior numero di stagioni giocate (14) e detiene il record NFL di gare consecutive disputate da un cornerback con 171. Inoltre recuperò 9 fumble, ritornandoli per 53 yard e un touchdown.
Nel corso della sua carriera fu convocato per 3 Pro Bowl (1965–67). Nel 1970, LeBeau concluse con un primato personale di 9 intercetti stagionali. Fu uno dei principali artefici che consentirono ai Lions di terminare con un record di 10–4 quella stagione, finendo secondi nella NFC Central e qualificandosi per i playoff.

## Palmarès
Giocatore
- (3) Pro Bowl (1964, 1965, 1966)
- (3) Second-team All-Pro (1964, 1965, 1970)
- Pro Football Hall of Fame (classe del 2010)

Allenatore
- (2) Vincitore del Super Bowl XXIX (XL XLIII)
- Coordinatore dell'anno secondo The Sporting News (2008)